# Akaroidharz
Als Akaroidharz, Xanthorrhöaharz, Erdschellack; (englisch Grass-tree gum) oder auch Yacca (Yakka), bezeichnet man Harz das aus verschiedenen Arten von in Australien vorkommenden  Grasbäumen gewonnen wird. Man unterscheidet rotes und gelbes Akaroidharz.
Der Name Akaroid stammt von der Bezeichnung Acoroides für die Pflanze Kalmus (Acorus). Dies war eine temporäre Bezeichnung in Solanders Manuskript von seiner Reise mit Cook und war ursprünglich nicht zur Veröffentlichung gedacht.

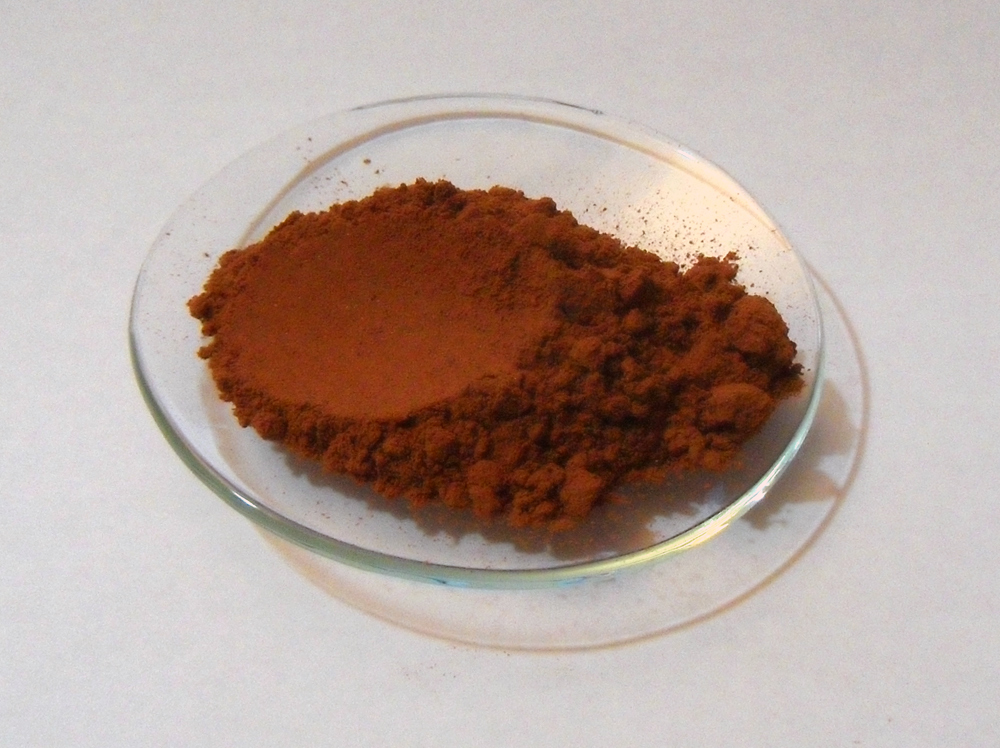
Akaroidharz

## Arten
Das rote Akaroidharz (Nuttharz, Blackboy-gum) Resina acroidis, wird aus Xanthorrhoea australis (Australischer Grasbaum) oder Xanthorrhoea arborea gewonnen, aus deren Stämmen es ausschwitzt und denselben in Lagen von 2 bis 4 cm Dicke bedeckt. Es besitzt eine rote bis braunrote Farbe, einen orangefarbigen Strich und lebhaften Glanz. Auf dem Bruch zeigt dieses Harz zahlreiche Zellgewebsreste. Sein Geruch ist schwach benzoeartig, der Geschmack unangenehm und nebenher an Zimt erinnernd. Die untere Seite der Stücke ist grauweiß.
Das gelbe Akaroidharz (Botany-Bay-Harz, Gummi, Botany-Bay Gum), Resina lutea novi Belgii, wird aus Xanthorrhoea resinosa (Syn.: Xanthorrhoea hastilis) gewonnen. Man erhält es in rundlichen oder länglichen, bis 3 cm im Durchmesser großen Stücken von tiefbraunroter Farbe, die am Bruch gelb sind und auch ein gelbes Pulver ergeben. Das Harz ist ziemlich hart und lässt sich mit dem Fingernagel nur schwer ritzen. Es besitzt einen angenehmen benzoeartigen Geruch und einen aromatischen, etwas süßlichen Geschmack.  Das gelbe Harz ist teurer und seltener.
Technisch wird rotes Akaroidharz auch als „Red Gum“ bzw. „Gum acroides“ bezeichnet (CAS Nr. 9000-20-8), allerdings wird auch Kino von Eucalyptus-, Angophora- und Corymbia-Arten aus Australien ebenfalls als Red Gum bezeichnet.
Auch aus anderen Grasbäumen, wie Xanthorrhoea preissii, Xanthorrhoea drummondii, Xanthorrhoea quadrangulata, Xanthorrhoea semiplana subsp. tateana (Syn.: Xanthorrhoea  tateana), wird ein ähnliches Harz gewonnen.

## Eigenschaften
Beide Harze lösen sich in Ethanol und Diethylether und enthalten außer verschiedenfarbigen Harzsäuren, Benzoesäure, Parakumarsäure, Paraoxybenzaldehyd und Tannol. Das gelbe Harz enthält auch Zimtsäure und Styracin.

## Verwendung
Das Harz aus Xanthorrhoea-Pflanzen wurde zur Speerherstellung verwendet und ist ein unschätzbarer Klebstoff für die Aborigines, auch um die oft undichten Coolamons (Wasserbehälter) und sogar Yidaki (Didgeridoo) zu flicken.
Man benutzt sie zur Herstellung gefärbter Weingeist- und Siegellacke sowie von Harzseifen zum Leimen des Papiers. Früher diente es auch als Ausgangsstoff zur Herstellung von Pikrinsäure und Parakumarsäure.
Weiterhin findet es in der Pyrotechnik als Brennstoff und Bindemittel bei Fontänen und Feuerwerkssternen Verwendung.